# Castello di Serravalle
Pour les articles homonymes, voir Castello di Serravalle (homonymie).
Castello di Serravalle est une commune italienne d'environ 4 900 habitants située dans la ville métropolitaine de Bologne, dans la région Émilie-Romagne. Le 1er janvier 2014, elle est intégrée à la commune de Valsamoggia à la suite du regroupement des communes  de Bazzano, siège communal, Castello di Serravalle, Crespellano, Monteveglio et Savigno.

## Administration
| Période                                  | Période | Identité | Étiquette | Qualité |
| ---------------------------------------- | ------- | -------- | --------- | ------- |
|                                          |         |          |           |         |
| Les données manquantes sont à compléter. |         |          |           |         |

### Hameaux
Bersagliera, Castelletto, Fagnano, Mercatello, Ponzano - Maiola, Rio ca' de' fabbri, Sant'Apollinare, Tiola, Zappolino

### Communes limitrophes
Guiglia, Monte San Pietro, Monteveglio, Savignano sul Panaro, Savigno, Zocca